# Alsónemesapáti
Alsónemesapáti is een plaats (község) en gemeente in het Hongaarse comitaat Zala. Alsónemesapáti telt 751 inwoners (2001).